# Alindesis
L’alindesis (en grec ancien : ἀλίνδησις / alíndêsis) est une forme de lutte pratiquée dans la Grèce antique, où les lutteurs combattent au sol en se roulant dans la poussière. Elle s'oppose à la lutte debout (ὀρθοπάλη / orthopálê), forme plus connue et souvent représentée de la lutte grecque.

## Description
Il semble que cette forme de lutte n'était pas pratiquée pour elle-même en compétition officielle, mais seulement dans les entraînements. Cependant, dans le pancrace, le combat commencé debout se poursuivait souvent au sol et pouvait comprendre une phase d'alindesis.
Dans la palestre, la lutte debout et la lutte au sol ne se pratiquaient pas au même endroit. Tandis que la lutte proprement dite prenait place sur un espace appelé skamma, au sol de sable soigneusement nivelé, l'alindesis se pratiquait sur un sol humidifié au point de devenir boueux. Les corps étaient préalablement huilés et la boue accentuait la difficulté d'agripper le corps de l'adversaire. Lucien de Samosate, dans son dialogue Anacharsis ou les gymnases, s'étend longuement sur le rôle de la boue et de la poussière dans l'entraînement : « Ensuite il est nécessaire que leur corps devienne plus glissant quand la sueur s'y mêle à la boue, ce qui t'a fait les comparer à des anguilles. Or ce fait n'a rien d'inutile ni de ridicule, mais il contribue singulièrement à leur force et à leur vigueur, attendu qu'ils sont forcés, dans cet état, à saisir fortement leur adversaire pour l'empêcher de s'échapper ; ne crois pas, en effet, que ce soit chose facile de soulever quelqu'un tout humide d'huile et de boue… ». Lucien attribue en outre à la boue une vertu hygiénique ou médicale : « De plus, la poussière répandue sur leur corps en arrête la sueur trop abondante et fait durer plus longtemps les forces, en les garantissant de l'impression de l'air, fort dangereuse dans un moment où tous les pores sont ouverts et détendus ; en outre, elle nettoie la crasse et rend la peau plus luisante. » Il y a des traces d'usages thérapeutiques de l'alindesis,.
Pour désigner ce type de lutte et ses particularités, les Grecs emploient aussi plusieurs termes dérivés du verbe κυλίνδω / kulíndô ou κυλινδέω / kulindéô (« rouler »), en particulier κύλισις / kúlisis.